# Слатина (притока Угорського потоку)
Слатина (словац. Slatina) — річка; права притока Угорського потоку, протікає в окрузі Полтар.
Довжина приблизно 6.0 км. Витік знаходиться в масиві Столицькі-Врхи (геоморфологічна підодиниця Малинські-Врхи) — на висоті приблизно 875 метрів.
Протікає територією села Крна. Впадає в Угорський потік на висоті близько 375-380 метрів.